# Margerie-Chantagret
Margerie-Chantagret település Franciaországban, Loire megyében. Lakosainak száma 841 fő (2022. január 1.). Margerie-Chantagret Chazelles-sur-Lavieu, Lavieu, Lézigneux, Saint-Georges-Haute-Ville, Saint-Jean-Soleymieux és Soleymieux községekkel határos.

## Népesség
A település népességének változása:
| Lakosok száma | 290  | 327  | 390  | 634  | 762  | 800  | 805  | 797  | 804  | 841  |
|               | 1968 | 1982 | 1990 | 2006 | 2013 | 2015 | 2017 | 2019 | 2020 | 2022 |